# Stefan Jesionowski
Stefan Jesionowski (ur. 1944, zm. 13 czerwca 2021 w Poznaniu) – polski kajakarz, instruktor i sędzia.

## Życiorys
Pochodził z Warszawy. Przyszedł na świat krótko przed wybuchem powstania warszawskiego. Jako kolarz startował w młodzieżowym Wyścigu Pokoju. Kajakarstwo rozpoczął uprawiać w klubie Skra Warszawa pod opieką trenera Ryszarda Folgarta. Reprezentował barwy klubów Zawisza Bydgoszcz, Spójnia Warszawa i Górnik Czechowice. Dwukrotnie zdobywał Mistrzostwo Polski w kategorii K-4, a także wielokrotnie reprezentował Polskę w zawodach międzynarodowych. Posiadał także uprawnienia instruktorskie i sędziowskie. Należał również do Poznańskiego Towarzystwa Cyklistów. Pochowany na Cmentarzu Junikowo w Poznaniu.